# Puma (pojazd inżynieryjny)
Puma (hebr. פומ''ה, Puma, akronim od פורץ מכשולים הנדסי, porec michszolim handasi, dosł. inżynieryjny przełamywacz przeszkód) – izraelski pojazd inżynieryjny będący modyfikacją czołgów Szot. 
Stworzenie tego pojazdu miało celu wdrożenie do służby nowego opancerzonego pojazdu inżynieryjnego, który mógłby zastąpić Nagmaszoty na pierwszej linii. Oficjalnie Pumy weszły do służby w 1991 roku w jednostkach Korpusu Inżynieryjnego, ponieważ uznano, iż konstrukcja nie nadaje się na transporter opancerzony dla piechoty. Pojazd wykorzystywany jest do rozminowywania pól minowych, budowania mostów, wykonywania innych prac inżynieryjnych. Bojowe wykorzystanie Pum miało miejsce na południu Libanu oraz na obszarze Zachodniego Brzegu. 

## Historia

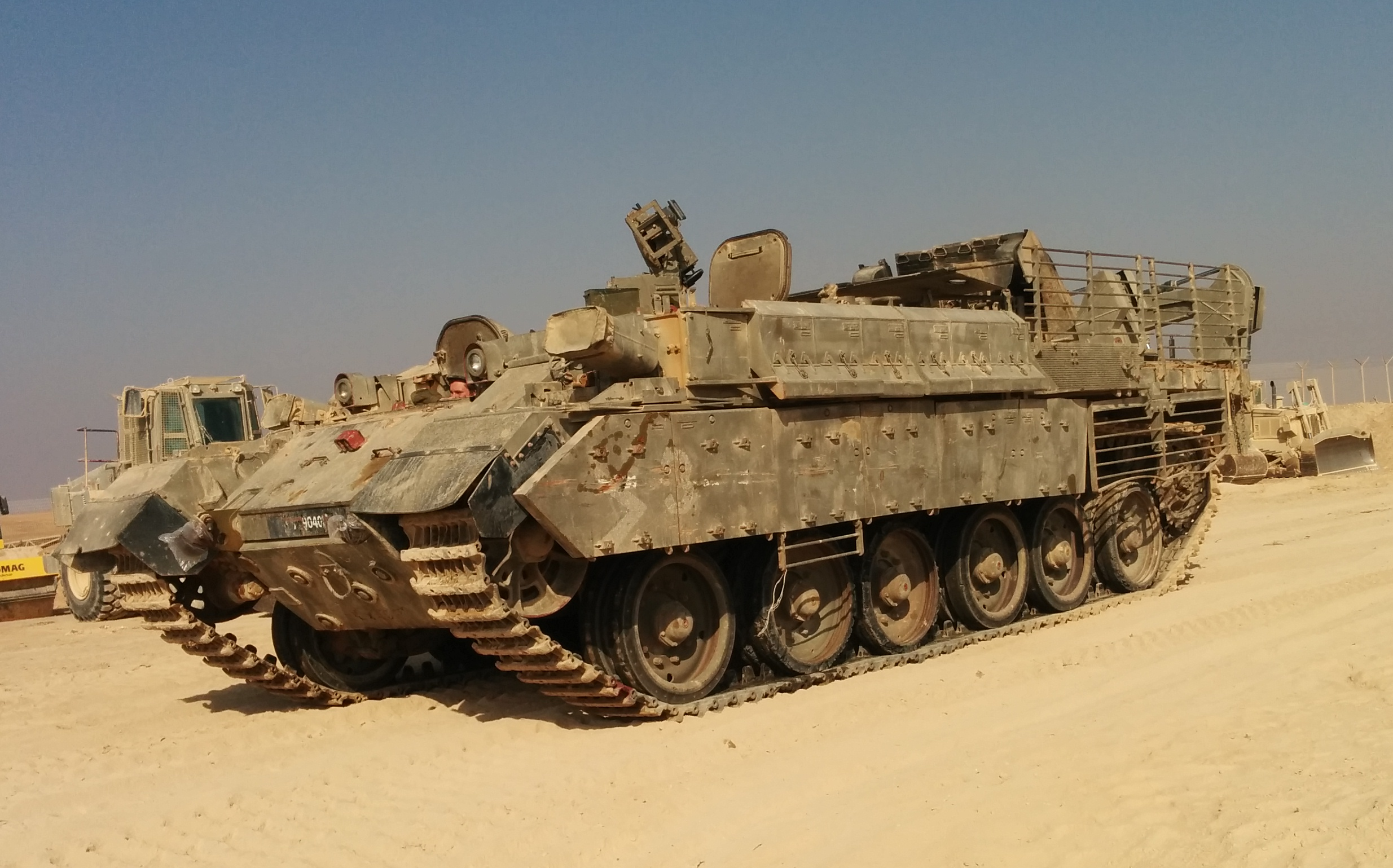
Puma z fartuchami balistycznymi i pancerzem listwowym przeciw granatnikom ppanc.

Obecność Sił Obronnych Izraela na południu Libanu i związane z nią zagrożenia dla pojazdów wojskowych i ich załóg zmusiły Korpus Uzbrojenia do rozpoczęcia prac nad silnie opancerzonym pojazdem dla wojska, który byłby w stanie zapewnić lepszą ochronę załodze, desantowi i wyręczyć używane dotychczas Nagmaszoty w pracach inżynieryjnych na pierwszej linii. W ten sposób postanowiono rozpocząć prace nad modyfikacją będących w służbie Szotów. W 1991 roku Puma oficjalnie weszła do służby. Konstrukcja pojazdu, jego opancerzenie i rozmieszczenie włazów wejściowych sprawiły, że dowództwo wydało decyzję o wprowadzeniu Pum na użytek wyłącznie jednostek Korpusu Inżynieryjnego. Pojazd nie spełniał wymogów Korpusu Piechoty.
W latach 2002–2003 Pumy stały się przedmiotem skandalu. W 2002 roku Izrael oświadczył, że jego armia używa na obszarze Zachodniego Brzegu, uznawanego przez UE za terytoria okupowane, sprzęt brytyjski, który był zakupiony od Wielkiej Brytanii. W wyniku postępowania wszczętego przez rząd Blaira ustalono, iż są to pojazdy Puma i Nakpadon, które stanowią modyfikacje czołgu Centurion i zawierają części produkcji brytyjskiej. W 2003 roku rząd Blaira zapewnił, że Wielka Brytania nie eksportuje do Izraela uzbrojenia mogącego być wykorzystanym przeciwko Palestyńczykom, ponieważ rząd przestrzega regulacji zobowiązujących władze do analizy próśb o zakup i eksport sprzętu wojskowego. Blair zapewnił, że każda oferta izraelska jest oddzielnie analizowana i oceniana pod względem przeznaczenia sprzętu.
W 2004 roku pojęto decyzję o objęciu Pum programem modernizacyjnym i podpisano umowę z Israel Aerospace Industries o zaprojektowaniu działek przeciwlotniczych, które miałyby stanowić dodatkowe wyposażenie pojazdów.

## Konstrukcja

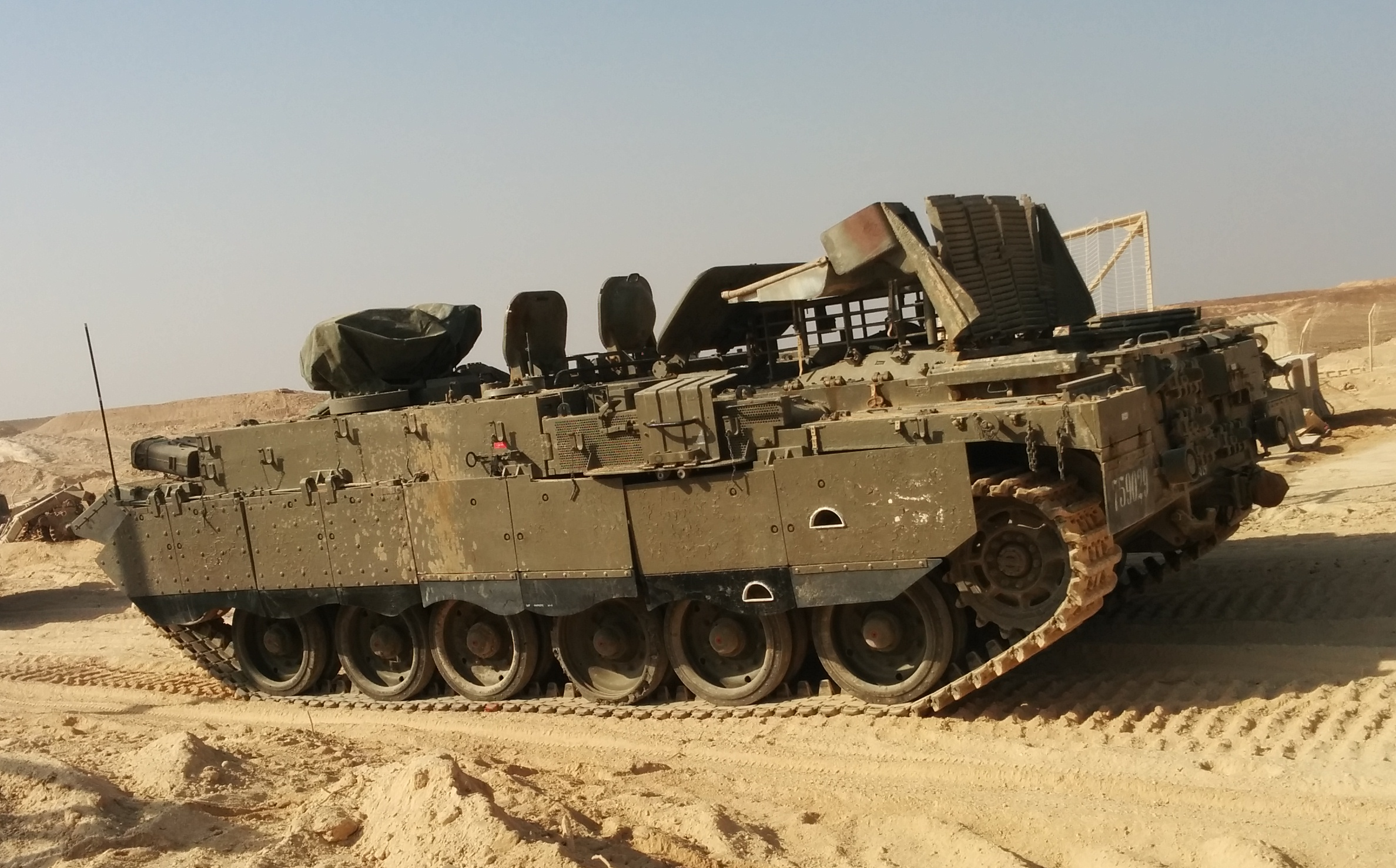
Tył Pumy z metalową konstrukcją zasobnika

Modernizację Pumy uzyskano poprzez usunięcie wieży czołgu i rozbudowanie kadłuba pojazdu. Jest ona podobna konstrukcyjnie do Nagmaszota, jednak ma zmniejszone możliwości ogniowe. Puma posiada cztery górne włazy wejściowe: dowódcy, strzelca, kierowcy i desantu. Za przedziałem załogi, nad silnikiem, zamontowano metalową konstrukcję, która ma służyć jako zasobnik. Z tyłu pojazdu, po lewej i prawej stronie, znajdują się ruchome drabinki służące do wejścia na pojazd. Z przodu Pumy umieszczono specjalne zaczepy, umożliwiające montaż przednich trałów minowych (izraelskiego RKM), lemieszy, wyciągarek lub systemu oznaczania pól minowych AMMAS. Ponadto, na tyle pojazdu można zamontować izraelski rakietowy system rozminowania Carpet. Długość pojazdu wynosi 7,48 m, szerokość 3,38 m, a wysokość 2,65 m.

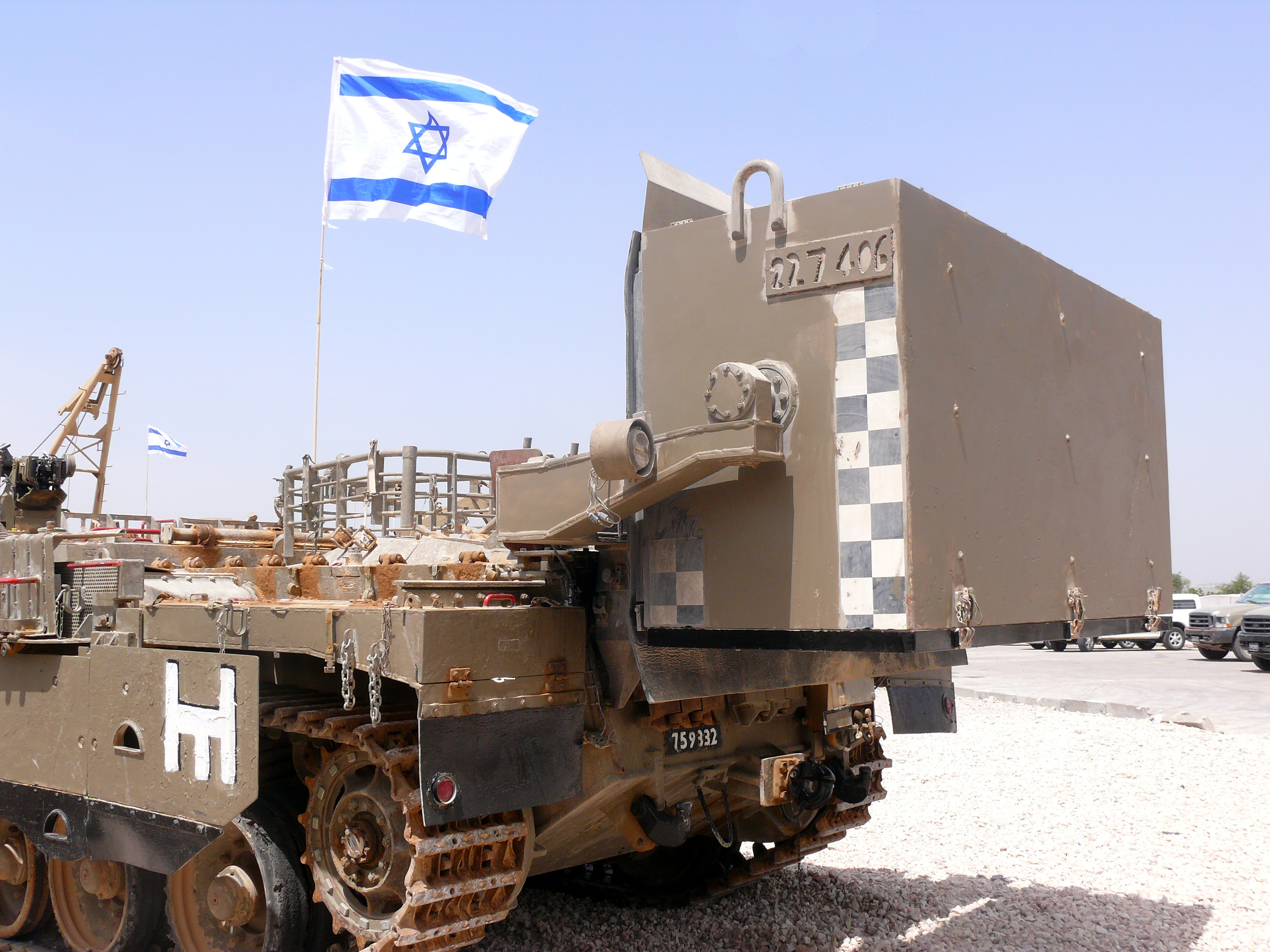
Puma z systemem rakietowego rozminowywania Carpet

Załogę Pumy stanowią trzy osoby, a w przedziale desantowym pojazdu jest miejsce dla pięciu saperów.
Opancerzenie Pumy opiera się na dodatkowym, modułowym opancerzeniu pasywnym, które mocowane jest na kadłubie przednim i bocznym oraz specjalnych ekranach przeciwkumulacyjnych ochraniających gąsienice. Dzięki temu uszkodzone elementy mogą być w łatwy sposób wymienione. Dodatkową ochronę stanowią panele Togi oraz panele siatek przeciw granatnikom przeciwpancernym. Wzmocniono również pancerz przy stanowisku kierowcy.
Pierwsze pojazdy wyposażone były w silnik Diesla General Dynamics AVDS-1790-2A o mocy 750 KM. Były to jednostki napędowe Szotów. W celu zwiększenia mocy pojazdu późniejsze egzemplarze wyposażano w silnik z Merkawy Mk 1 – General Dynamics AVDS-1790-6A o mocy 900 KM. Pozwala on na osiągnięcie maksymalnej prędkości 45 km/h przy masie 50 ton. Wymieniono także zawieszenie i gąsienice, również na te z Merkawy Mk 1.
Uzbrojenie Pumy stanowią trzy karabiny maszynowe kal. 7,62 mm. Jeden z nich montowany jest w zdalnie sterowanym systemie strzeleckim Rafael OWS. Alternatywną wersją uzbrojenia jest zamontowanie ciężkiego karabinu maszynowego kal. 12,7 mm. Ponadto, Puma posiada moździerz kal. 60 mm oraz dwie wyrzutnie granatów dymnych (każda po 6) IMI CL-3030.
Puma może pokonywać brody o głębokości 1,45 m, przeszkody pionowe o wysokości 0,9 m, a także rowy o szerokości 3,35 m.

### Puma RAM
Jest to nazwa Pum, które zostały zmodyfikowane tak, aby służyć jako wozy zabezpieczenia technicznego. W tym celu zamontowano na kadłubie dźwig do holowania pojazdów.

### Puma Thor
Pojazd Puma wyposażony w system Thor, czyli laserowy system niszczenia improwizowanych ładunków wybuchowych, niewybuchów, min pod ziemią i nad nią.

## Użycie bojowe
Armia izraelska wykorzystywała Pumy w Libanie. Pojazdy te służyły nie tylko do celów inżynieryjnych, ale także jako pojazdy konwojujące pomiędzy umocnionymi bazami. Doceniono ich skuteczność przy pracach związanych z rozminowywaniem dróg lub udrażnianiem zablokowanych dróg. Z czasem jednak zastąpione zostały przez Nagmachony. Pumy dowiodły swojej skuteczności w walkach przeciwpartyzanckich w obszarach zurbanizowanych podczas Intifady Al-Aksa.